# Khalid Boutaïb
Khalid Boutaïb (Bagnols-sur-Cèze, 24 de abril de 1987) es un futbolista francés, nacionalizado marroquí, que juega en la demarcación de delantero para el Kawkab de Marrakech de la Liga de Fútbol de Marruecos.

## Selección nacional
Hizo su debut con la selección de fútbol de Marruecos el 26 de marzo de 2016 en un encuentro contra Cabo Verde que finalizó con un resultado de 0-1 a favor del combinado marroquí tras un gol de Youssef El Arabi. Además llegó a disputar un partido de Copa Africana de Naciones 2017 y cuatro encuentros de la clasificación de CAF para la Copa Mundial de Fútbol de 2018.

### Goles internacionales
| # | Fecha                   | Estadio                                           | Oponente | Gol | Resultado | Competición                                                 |
| - | ----------------------- | ------------------------------------------------- | -------- | --- | --------- | ----------------------------------------------------------- |
| 1 | 15 de noviembre de 2016 | Estadio de Marrakech, Marrakech, Marruecos        | Togo     | 1–1 | 2-1       | Amistoso                                                    |
| 2 | 15 de noviembre de 2016 | Estadio de Marrakech, Marrakech, Marruecos        | Togo     | 2–1 | 2-1       | Amistoso                                                    |
| 3 | 1 de septiembre de 2016 | Estadio Moulay Abdellah, Rabat, Marruecos         | Malí     | 2–0 | 6-0       | Clasificación de CAF para la Copa Mundial de Fútbol de 2018 |
| 4 | 7 de octubre de 2017    | Estadio Mohammed V, Casablanca, Marruecos         | Gabón    | 1–0 | 3–0       | Clasificación de CAF para la Copa Mundial de Fútbol de 2018 |
| 5 | 7 de octubre de 2017    | Estadio Mohammed V, Casablanca, Marruecos         | Gabón    | 2–0 | 3–0       | Clasificación de CAF para la Copa Mundial de Fútbol de 2018 |
| 6 | 7 de octubre de 2017    | Estadio Mohammed V, Casablanca, Marruecos         | Gabón    | 3–0 | 3–0       | Clasificación de CAF para la Copa Mundial de Fútbol de 2018 |
| 7 | 23 de marzo de 2018     | Estadio Olímpico de Turín, Turín, Italia          | Serbia   | 2–1 | 2-1       | Amistoso                                                    |
| 8 | 25 de junio de 2018     | Estadio de Kaliningrado, Kaliningrado, Rusia      | España   | 0-1 | 2-2       | Copa Mundial de 2018                                        |
| 9 | 16 de octubre de 2018   | Estadio Said Mohamed Cheikh, Mitsamiouli, Comoras | Comoras  | 1-1 | 2-2       | Clasificación para la Copa Africana de Naciones de 2019     |

## Clubes
| Club                          | País      | Año       | Partidos | Goles |
| ----------------------------- | --------- | --------- | -------- | ----- |
| F. C. Bagnols Pont            | Francia   | 2006-2007 |          |       |
| ES Uzès Pont du Gard          | Francia   | 2007-2010 | 2        | 3     |
| F. C. Bagnols Pont            | Francia   | 2010-2011 | 14       | 7     |
| ES Uzès Pont du Gard          | Francia   | 2011-2012 | 33       | 13    |
| F. C. Istres                  | Francia   | 2012      | 0        | 0     |
| ES Uzès Pont du Gard (cedido) | Francia   | 2012-2013 | 24       | 6     |
| Luzenac AP                    | Francia   | 2013-2014 | 33       | 8     |
| Gazélec Ajaccio               | Francia   | 2014-2016 | 59       | 12    |
| R. C. Estrasburgo             | Francia   | 2016-2017 | 34       | 20    |
| Yeni Malatyaspor              | Turquía   | 2017-2018 | 51       | 17    |
| Zamalek S. C.                 | Egipto    | 2019-2020 | 19       | 5     |
| Le Havre A. C.                | Francia   | 2020-2022 | 36       | 7     |
| Paris F. C.                   | Francia   | 2022-2023 | 31       | 7     |
| Pau F. C.                     | Francia   | 2023-2025 | 64       | 19    |
| Kawkab de Marrakech           | Marruecos | 2025-     |          |       |

## Palmarés

### Títulos nacionales
| Título         | Club          | País   | Año  |
| -------------- | ------------- | ------ | ---- |
| Copa de Egipto | Zamalek S. C. | Egipto | 2019 |

### Títulos internacionales
| Título                       | Club          | País   | Año  |
| ---------------------------- | ------------- | ------ | ---- |
| Copa Confederación de la CAF | Zamalek S. C. | Egipto | 2019 |